# Ústavní dekret prezidenta republiky o úpravě československého státního občanství osob národnosti německé a maďarské
Ústavní dekret prezidenta republiky o úpravě československého státního občanství osob národnosti německé a maďarské byl dekret prezidenta republiky vydaný československým prezidentem Edvardem Benešem a vyhlášený ve Sbírce zákonů pod číslem 33/1945 Sb. Tímto dekretem byl českoslovenští občané německé a maďarské národnosti zbaveni československého státního občanství.
Takto byli zbaveni retroaktivně československého státního občanství i Židé, kteří byli zavražděni během války a deklarovali při sčítání lidu ČSR v roce 1930 německou národnost a byli zletilí v době příchodu Němců, a to bez možnosti nápravy a paradoxně i v případech, kdy jim později byla přiznána účast v odboji dle zák. 255/1946 Sb. i s osvědčením podepisovaným ministrem národní obrany, že údajně padli jako českoslovenští občané.